# Scotinoecus cinereopilosus
Scotinoecus cinereopilosus är en spindelart som först beskrevs av Simon 1889.  Scotinoecus cinereopilosus ingår i släktet Scotinoecus och familjen Hexathelidae. Inga underarter finns listade i Catalogue of Life.